# Підземна виплавка
Підземна виплавка (рос. выплавка подземная, англ. under-ground fusion, smelting, нім. Untertageschmelzung f, unterirdische Schmelzarbeit f) — свердловинний метод видобутку корисних копалин переведенням їх у рідкий стан на місці залягання за допомогою теплоносія. В.п. запропонована і розроблена для родовищ самородної сірки і основана на порівняно низькій (112,8-119 °C) температурі плавлення елементарної сірки. Метод вперше запропонований Г.Фрашем в США(1880). Знайшов застосування для розробки сірчаних родов. в США, Мексиці, Польщі, Іраку, Україні (сірчані родов. Передкарпаття). Технологічна схема В.п. включає: установку для приготування теплоносія — води з т-рою 165 оС (котельна з хімводоочисткою), поверхневі комунікації, видобувні свердловини. Сьогодні область застосування В.п. розширюється на родовища ртуті, бітумів, викоков'язкої нафти та ін.